# Хорст Весел
Хорст Лудвиг Весел (на немски: Horst Ludwig Wessel) е германски поет и националсоциалистически активист.
Става герой-мъченик на нацисткото движение след своята насилствена смърт през 1930 г.
Автор е на текста на песента „Die Fahne hoch“ („Вдигнете знамето високо“), обикновено позната като „Horst-Wessel-Lied“ („Песента на Хорст Весел“), която става химн на Националсоциалистическата партия и втори национален химн на Германия от 1933 до 1945 г. През 1944 г. на негово име е наречена новосформираната 18-а СС доброволческа танково-гренадирска дивизия „Хорст Весел“.

## Ранен живот
Хорст Лудвиг Георг Ерих Весел е роден на 9 септември 1907 г. в Билефелд, Вестфалия, син на Вилхелм Лудвиг Георг Весел (роден на 15 юли 1879 г.), лутерански пастор. Майката на Весел, Берта Луис Маргарете Весел също идва от семейство от лутерански пастори. Родителите на Весел сключват брак на 1 май 1906 г. Той израства заедно със сестра си Ингеборг Паула Маргарет (родена на 19 май 1909 г.) и брат си Вернер Георг Ерих Лудвиг (роден на 22 август 1910 г.). Когато се преместват от Мюлхайм в Берлин, семейството живее на Judenstraße (Еверейската улица).
Весел посещава начално училище в Кьолн от 1914 до 1922 г., а след това гимназия Königstädtisches Gymnasium'. На 19 април 1926 г. се записва в университета „Фридрих Вилхелм“, за да учи право.
Семейството на Весел, повлияно от политиката на бащата, поддържа монархическата Германска народна партия (ДНВП), а когато навършва 15 години, Весел се присъединява към младежката структура Бисмаркска младеж и напуска през 1925 г. По това време, ДНВП е най-влиятелната дясна партия.
Също се присъединява към „Викингска лига“, паравоенна група, основана от Херман Ерхард – чиято цел е да осъществи „възраждането на Германия на национална и етническа основа чрез духовното обучение на своите членове“, до края на 1923 г. Самият Весел я описва като, че има „крайната цел“ на „установяването на национална диктатура“. Той скоро става местен лидер, участващ в улични битки с младежи от противникови групи – Социалдемократическата партия (СПД) и Комунистическата партия (КПД).
По-късно, Весел се присъединява към групи с по-зловеща репутация, включително „Черния райхсвеер“ и „Германската асоциация за физическо обучение на Олимпия“, мощна паравоенна група, която е наследник на разформирования Рейнхардски полк.

## В НСДАП

### Присъединяване към СА
Външната лига и Сдружението „Олимпия“ са забранени в Прусия през май 1926 г., когато е открито, че планират пуч срещу правителството. Весел, осъзнавайки, че Лигата не е постигнала своята самоопределена мисия и се движи в посока на толерантност към парламентарната политическа система, на 23 ноември 1926 г. напуска партията на 19-годишна възраст. Две седмици по-късно, на 7 декември, той се присъединява към паравоенния Щурмабтайлунг (СА) на Националсоциалистическата германска работническа партия (НСДАП или нацистка партия) на Адолф Хитлер. По-късно коментира, че над две трети от колегите му от Викингската лига вече са част от СА и нацистката партия.}} Част от привлечените в НСДАП e Йозеф Гьобелс.
Гьобелс е отговорен за създаването на горещата атмосфера, написана от Весел в дневниците си. Един, който е убедил все повече и повече десни младежи да напуснат организациите си, които според тях са оставили да умрат, за вълнението на силно видимия активизъм на нацистката партия.
В продължение на няколко години, Весел живее като студент от университета в средната класа и като член на СА, преди всичко от работната класа, но в някои отношения двата свята се сближават в идеологията.

### Дейности
През август 1927 г. Весел пътува в група от 50 мъже от СА за шествие на нацистката партия в Нюрнберг, като се присъединява към други нацисти в Берлин, за да направи група от 400 души, водена от Гьобелс. Тогава СА е забранена в Берлин. Когато се завръщат, мъжете са арестувани.
Весел скоро впечатлява Гьобелс и през януари 1928 г. периодът, в който властите в Берлин забраняват СА в усилията си да ограничат политическото улично насилие, Весел е изпратен във Виена, за да изучи Националсоциалистическата младежка група, както и организационните и тактически методи на нацистката партия там. Той се завръща в Берлин през юли 1928 г., за да назначи местни младежи и участва в подпомагането на реорганизацията на НСДАП в града в клетъчна структура, подобна на тази, използвана от Германската комунистическа партия. Весел прави това, независимо от правилата на СА, забраняващи на членовете му да работят за партията.
През 1929 г. Весел се превръща в лидер на улична клетка на СА. През май, той е назначен за районен лидер на СА, където живее с ранг на Щурмфюрер. През октомври 1929 г. Весел напуска университета, за да се посвети изцяло на нацисткото движение. През същата година, Весел пише текстовете на „Die Fahne hoch!“ („Вдигнете знамето!“), който по-късно ще бъде известен като „Песен на Хорст Весел“. Весел пише песни за СА в съзнателна имитация на комунистическата паравоенна Лига на червените лидери – всъщност, музиката към „Die Fahn hoch!“ е взета от комунистическа песен. Весел е признат от Гьобелс и берлинската нацистка йерархия като ефективен уличен говорител. През първите 11 месеца на 1929 г. например, той говори на 56 отделни събития на НСДАП.
През периода 1929 – 1930 г. непрекъснатото насилие в Берлин между уличните бойци на нацистката партия и други крайнодесни групи, и тези на комунистическата партия и други партии отляво се превръща в своеобразна гражданска война, която полицията е безсилна да контролира. Това физическо насилие е насърчено от Гьобелс, на който Хитлер възлага трудната задача да установи реорганизирано нацистко присъствие в „Червения Берлин“ – град, който симпатизира на комунистите и социалистите – твърд контрол над партийния щаб в Мюнхен и не е контролиран от северния клон на партията, под ръководството на братята Щрасер с техните социалистически настроения. Насилственият подход на Гьобел е оценен от Весел, който го предпочита за сметка на официалното ограничение, което преживява като член на Младежите на Бисмарк и Викингската лига.
Весел не описва конкретно физическото си участие в тези улични схватки: той се позовава на „ние“ – т.е. СА, а не на „аз“. Весел има слабо телосложение: той няколко пъти чупи ръката си, докато язди като ученик, което деформира ръката му и е постоянно освободен от физическо възпитание. Независимо от това, той практикува бойни изкуства, докато е във Викингската лига, и се хвали в дневник, че е овладял джу-джицу, предимно отбранително изкуство, което вероятно е трябвало да компенсира липсата на физическа сила. И все пак, ограниченията на неговата физичност му пречат да поеме толкова голяма роля в уличните караници, колкото му се иска от идеологията му, и затова може би проявява реториката си в опит да компенсира физическите си немощности.
Весел става известен сред комунистите, когато по заповед на Гьобелс той води известен брой атаки на СА във Fischerkiez, крайно беден район в Берлин, където комунистите се смесват с фигури от подземния свят. Няколко от тези размирици са само малки спорове, но един се състои извън механата, която местната комунистическа партия използва като свое централно управление. В резултат на това меле, 5 комунисти са ранени, 4 от тях сериозно. Комунистическият вестник обвинява полицията, че е оставила нацистите да се измъкнат, докато арестуват ранените комунисти, докато нацисткият вестник твърди, че Весел се опитва да проведе реч, когато се появяват сенчести фигури и започват битката. Весел е набелязан за убийство от страна на комунистите, като лицето и адресът му са поставени на улични плакати. Лозунгът на КПД и Червената лига става „Ударете фашистите, където и да ги намерите“.

### Ерна Янике
През септември 1929 г. Весел се среща с Ерна Янике, 23-годишна бивша проститутка, в механа недалеч от Александерплац. Някои източници твърдят, че Весел е спечелил пари като сводник на Янике. На 1 ноември тя се премества в стаята си на третия етаж от „62 Große Frankfurter Straße“. След няколко месеца, между Салм, хазяйката и Весел има спор за неплатения наем. Салм иска Янике да напусне, но тя отказва, а Салм извиква комунистическите приятели на съпруга си, за помощ на вечерта на 14 януари 1930 г. Първоначално, комунистите не се интересуват да ѝ помагат, но когато осъзнават че Хорст Весел е замесен, те се съгласяват да нанесат побой на него и да го изведат от дома със сила.

## Смърт
Около 22 часа на 14 януари 1930 г., Весел е застрелян от двама членове на КПД на входната врата на апартамента, където живее с Янике. Двамата са част от банда от поне дузина мъже, които са се отправили към Весел. Те отиват в апартамента, където Весел, който очаква посещение от лидера на друга група на СА, отваря вратата. Весел е застрелян почти веднага, въпреки че по-късно се твърди, че се е опитал да извади пистолет и затова е бил застрелян при самозащита. Това е отхвърлено от очевидци, които казват, че Весел е нямал достатъчно време да реагира. Нападателите претърсват стаята, изваждат пистолет от гардероба и гумена палка, след което бягат от там и се срещат с останалите мъже на улицата. След това, цялата група се връща към обичайните си дейности през нощта.
Дори когато Весел лежи сериозно ранен в болница, Гьобелс вече издава доклади, в които се твърди, че онези, които са извършили атаката, са „дегенерирали комунистически подчовеци“. Весел получава медицинска помощ и се възстановява малко, но в крайна сметка умира в болницата на 23 февруари от отравяне с кръв, която му е преливана по време на хоспитализацията му.
След смъртта му, нацистите и комунистите разказват различни неща за случилото се. Полицията – под ръководството на главния инспектор Тейхман – и няколко съдилища установяват, че както политическите, така и личните причини са довели до убийството на Весел. До 17 януари 1930 г. полицията обявява, че техният основен заподозрян е членът на комунистическата партия Албрехт Хьолер, сводник, освободен от затвора, когото Янике е определила като стрелеца. След това, се съобщава от ненацистки и некомунистически вестник, че Янике познава Хьолер преди убийството, защото Весел я е използвал, за да шпионира бившите си клиенти, комунисти. Комунистите на свой ред твърдят, че Хьолер е бил сводник на Янике, докато Весел не я открадва от него, и че това е мотивът за стрелбата. Янике отрича тези истории, като казва, че никога не е била шпионин на Весел, и че познава Хьолер само като „познат от улиците“. Полицията и съдилищата вярват на Янике и Хьолер е бързо арестуван. След съдебен процес, той е осъден на 6 години лишаване от свобода, като леката присъда е резултат от това, че са налице смекчаващи обстоятелства. Седем съучастници също са признати за виновни и осъдени на затвор.

### Екзекуции
Три години по-късно, след нацисткото взимане на властта през 1933 г., Хьолер е изваден от затвора под фалшив претекст от тогавашния ръководител на Гестапо Рудолф Диелс и членове на СА и е екзекутиран незаконно.
На 10 април 1935 г., 5 години след убийството на Весел и 2 години след убийството на Хьолер, двама души, обвинени, че са замесени в убийството на Весел, са съдени и впоследствие обезглавени в затвора в Берлин „Плоцзейн“: Сали Епщайн, еврейски художник и Ханс Зиглер, бръснар. Двамата са арестувани през август 1933 г. и осъдени през май 1934 г. с трети обвиняем Петер Стол, шивач. През 2009 г. присъдите срещу всички от тях са отменени от прокуратурата в Берлин.

### Погребение
Гьобелс търси някой да се превърне в мъченик за нацистката кауза. Първият му опит е с Алберт Шлагетър, член на „Фрайкорпс“, и саботьор, който е хванат, опитвайки се да взриви влак в района на Рур, докато е под окупация на френски военни части, в отговор на германската неправилна програма за компенсации. Шлагетър е екзекутиран от французите и гробът му по-късно става нацистко светилище. Има и 16 нацисти, които умират по време на Бирения пуч.
Весел е погребан в Берлин на 1 март 1930 г. Противно на твърденията на нацистите, няма атаки срещу погребалното шествие. Погребението му е заснето и превърнато в основно пропагандно събитие от НСДАП. Весел е издигнат от пропагандния апарат на Гьобелс до статута на водещ мъченик на нацисткото движение. Много от най-ефективните пропагандни речи на Гьобелс са направени на гробове, но Весел получава необичайно внимание сред многобройните непроменени щурмови войници. В публикация във „Völkischer Beobachter“ („Народният наблюдател“) Алфред Розенберг пише за това, че Весел не е мъртъв, а се е присъединил към бойна група, която все още се е борила с тях. Пруската полиция забранява публичните събирания, с изключение на няколко превозни средства от нацистката партия. Ковчегът на Весел е транспортиран през големи части от центъра на Берлин в процесия, която отнема много часове.
Тъй като ковчегът стига до Бюлплатц (сега Роза-Люксембург-Плац), комунистическите симпатизанти започват да пеят „Интернационалът“, в опит да саботират събитието. Полицията не е в състояние да предотврати обидните викове и в някои случаи хвърлени камъни.
Преди погребението, Гьобелс и Гьоринг обсъждат възможността Хитлер да присъства. В дневника си в деня на погребението, Гьобелс си спомня: „Хитлер не дойде, обясних му ситуацията по телефона, а той всъщност го отхвърли.“ Добре". Гьобелс обвинява Рудолф Хес, че е предотвратил идването на Хитлер, но в действителност решението на Хитлер да не отива се основава на съветите, които е получил от Херман Гьоринг, че опасността от атака срещу Хитлер в сърцето на „Червения Берлин“ е твърде голяма.